# O Pobre Rabequista
O Pobre Rabequista es una pintura al óleo sobre tela del año 1855 realizada por José Rodrigues. Mide 170 x 122 cm y originalmente fue adquirido por el príncipe consorte D. Fernando de Saxe-Coburg (Fernando II de Portugal) se encuentra actualmente en la colección del Museo de Chiado. 
En una de las ediciones del Diario Litteratura Ilustrada publicado en Coímbra en 1860, Manuel María Bordalo Pinheiro, padre de Rafael Bordalo Pinheiro escribió lo siguiente en esta tabla: "El marco de O Pobre Rabequista es una auténtica labor artística, decentemente colocado a la altura de algunos cuadros de Velázquez...". 
El cuadro está firmado y fechado, y está clasificado en el Museo de Chiado con el párrafo 515. En la Revista de Bellas Artes, en el apartado 3 de Lisboa de 1857, Rodrigo Paganino escribió varias páginas acerca de la filosofía de este trabajo.

## Exhibiciones
- 1855 - Exposición Universal de París.
- 1865 - Exposición Internacional de Oporto, donde fue galardonado con el segundo puesto.